# Željko Perović
Željko Perović (czarn. i serb. Жeљкo Перовић, ur. 11 sierpnia 1975 w Nikšiciu) – czarnogórski piłkarz serbskiego pochodzenia występujący na pozycji pomocnika.

## Kariera klubowa
Grę w piłkę nożna zaczął w FK Sutjeska Nikšić (Prva Liga SR Jugoslavije), gdzie w wieku 18 lat podpisał pierwszy zawodowy kontrakt. W połowie 1998 roku podczas meczu sparingowego z FK Mogren został dostrzeżony przez prezesa FK Crvena zvezda Dragana Džajicia i przeniósł się do tego klubu. W sezonie 1998/99 zanotował 3 występy w Prvej Lidze i zdobył Puchar Jugosławii. Ze względu na niewielkie szanse na regularne występy, w sezonie 1999/2000 został wypożyczony do FK Sutjeska Nikšić. Po powrocie do Crvenej zvezdy pełnił rolę zmiennika Gorana Bunjevčevicia i wywalczył w sezonie 2000/01 mistrzostwo Jugosławii, zaliczając 1 ligowe spotkanie. W połowie 2001 roku przeszedł do FK Rad, dla którego rozegrał 11 meczów. Na początku 2002 roku został graczem FK Mladost Apatin (6 występów), skąd po jednej rundzie przeniósł się do FK Mogren, z którym w sezonie 2002/03 spadł z Prvej Ligi.
W sierpniu 2003 roku Perović odbył testy w drugoligowym Zagłębiu Lubin, prowadzonym przez Žarko Olarevicia, z którym współpracował wcześniej podczas wypożyczenia do FK Sutjeska. 31 sierpnia podpisał on z klubem roczny kontrakt. W sezonie 2003/04, podczas którego rozegrał 14 spotkań, jego klub zajął drugie miejsce w tabeli, oznaczające promocję do I ligi. W przeprowadzonym przez prokuraturę śledztwie dotyczącym tzw. afery krupcyjnej udowodniono, że zarząd i piłkarze Zagłębia w celu uzyskania awansu skorumpowali sędziów oraz zawodników co najmniej 4 klubów. 22 sierpnia 2004 Perović zadebiutował w I lidze w  wyjazdowym meczu przeciwko Legii Warszawa (0:0), w którym wszedł na boisko w 51. minucie za Grzegorza Bartczaka. Łącznie wystąpił w 3 spotkaniach na poziomie polskiej ekstraklasy i w 2 meczach w ramach Pucharu Polski, nie zdobył żadnej bramki. W sezonie 2006/07 jako zawodnik FK Mogren występował w nowo powstałej 1. CFL. W 2007 roku zakończył karierę.

## Sukcesy
FK Crvena zvezda
- mistrzostwo Jugosławii: 2000/01
- Puchar Jugosławii: 1998/99